# ジェイムズ・ピール
ジェイムズ・ピール（James Peale、1749年 - 1831年5月24日）は、アメリカ合衆国の画家である。肖像画家、博物学者のチャールズ・ウィルソン・ピールの弟である。肖像画や静物画を描いた。

## 略歴
メリーランド州ケント郡のチェスタータウン(Chestertown)で生まれた。兄のチャールズ・ウィルソン・ピールとは8歳違いである。父親はジェイムズ・ピールが生まれる前に亡くなった。アナポリスで育った。13歳で鞍造りの職人の見習いになり、家具職人の見習いもした。兄が1767年から2年間、ロンドンで画家の修行をして戻ってきた時、兄の助手になって、兄から絵を学んだ。
1776年まで兄の工房で働いた後、アメリカ独立戦争が始まりコンチネンタル・アーミーのウィリアム・スモールウッドの連隊に参加し、3ヶ月の内に将校になった。その後、3年間、ロングアイランドの戦いからモンマスの戦いまで、戦闘に参加した。1779年に退役して、フィラデルフィアの兄のもとに戻った。独立戦争に参加した士官が会員になれるシンシナティ協会の会員に1783年になった。
肖像画と静物画を描いて、1780年代半ばまでに、画家として知られるようになった。1790年代はミニアチュールの肖像画家として働いた。1795年にフィラデルフィアの美術家団体「Columbianum」の展覧会に9点のミニアチュール、家族の肖像画、静物画を出展した。1810年頃に視力が衰えた後は、ミニアチュールの制作を止め、大きなサイズの肖像画や静物画を描くようになり、作品はフィラデルフィアやボストン、ボルチモアで展示し、多くの作品を残した。
1782年に肖像画家ジェームズ・クレープール（James Claypoole: c.1720-1778）の娘と結婚し、7人の子供が生まれた。娘のマリア・クールプール・ピール(Maria Claypoole Peale: 1787–1866)や、アンナ・クールプール・ピール(Anna Claypoole Peale: 1791–1878)、マーガレッタ・アンジェリカ・ピール(Margaretta Angelica Peale: 1796–1882)、サラ・ミリアム・ピール(Sarah Miriam Peale: 1800-1885)らも画家になった。

## 作品

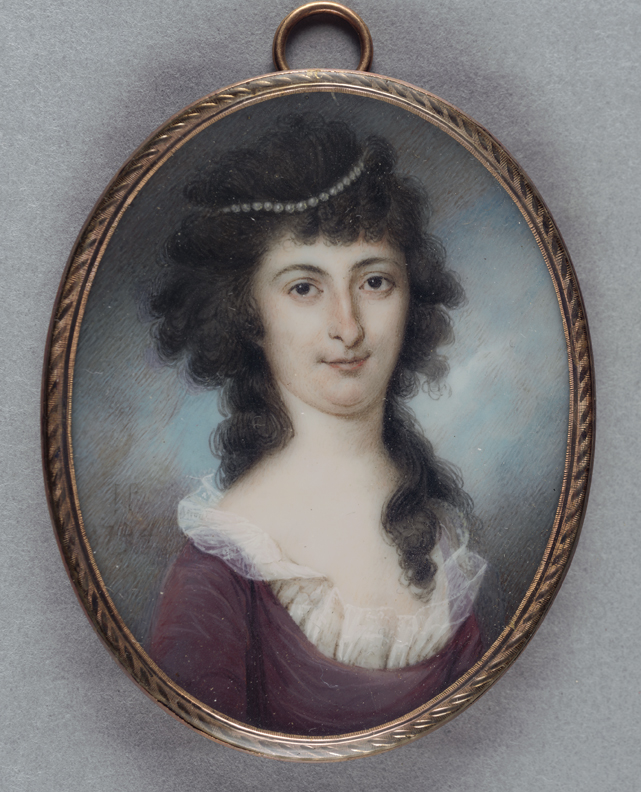
ミニアチュール
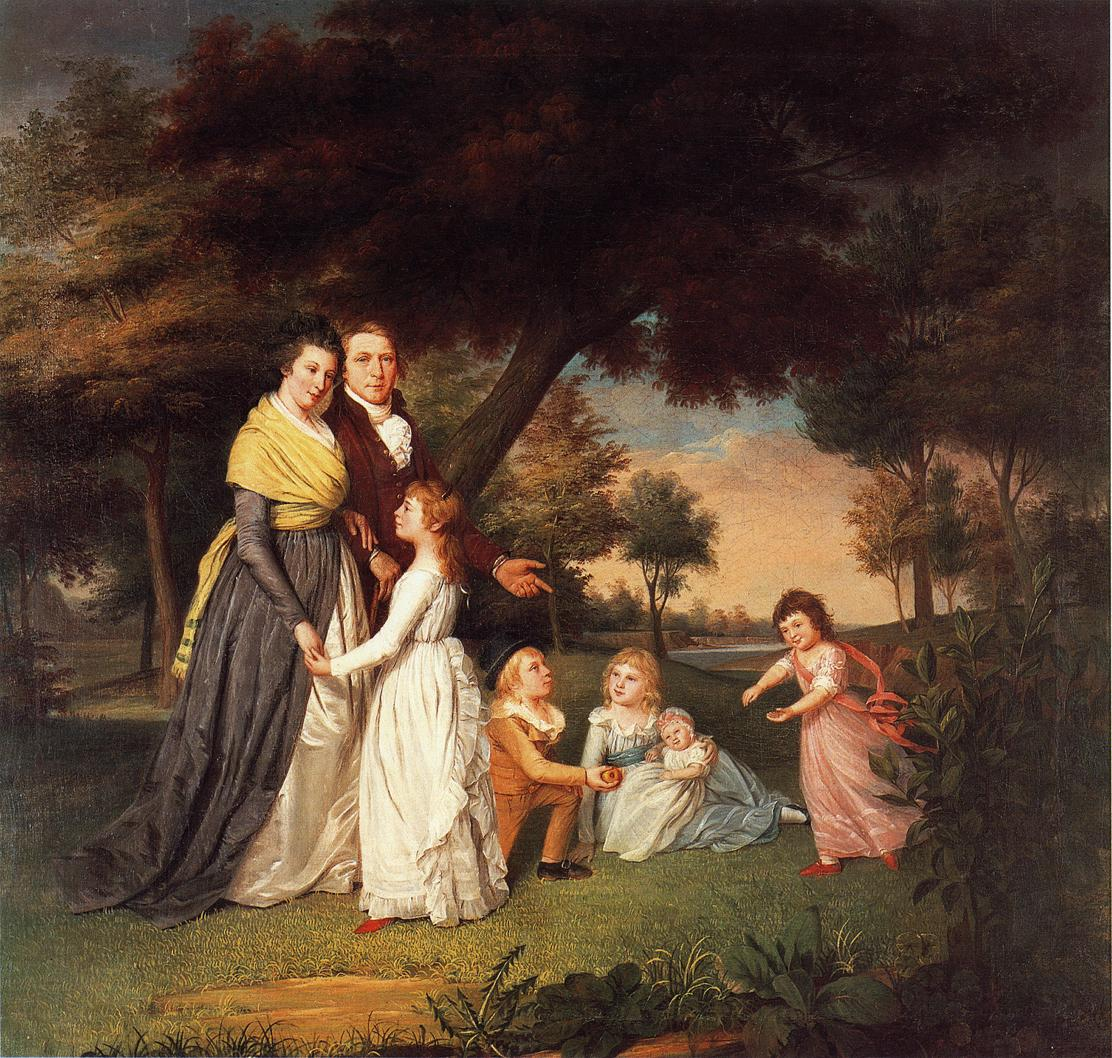
家族の肖像画
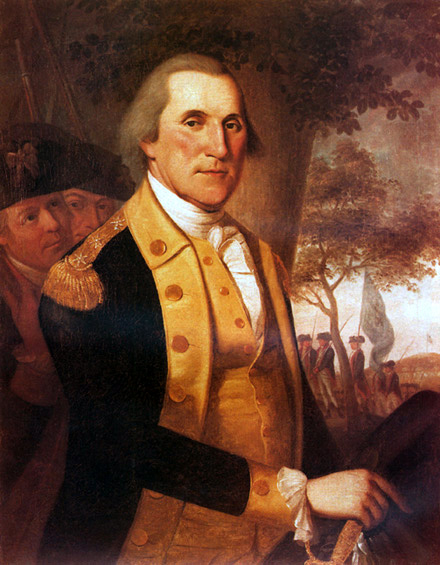
ジョージ・ワシントン
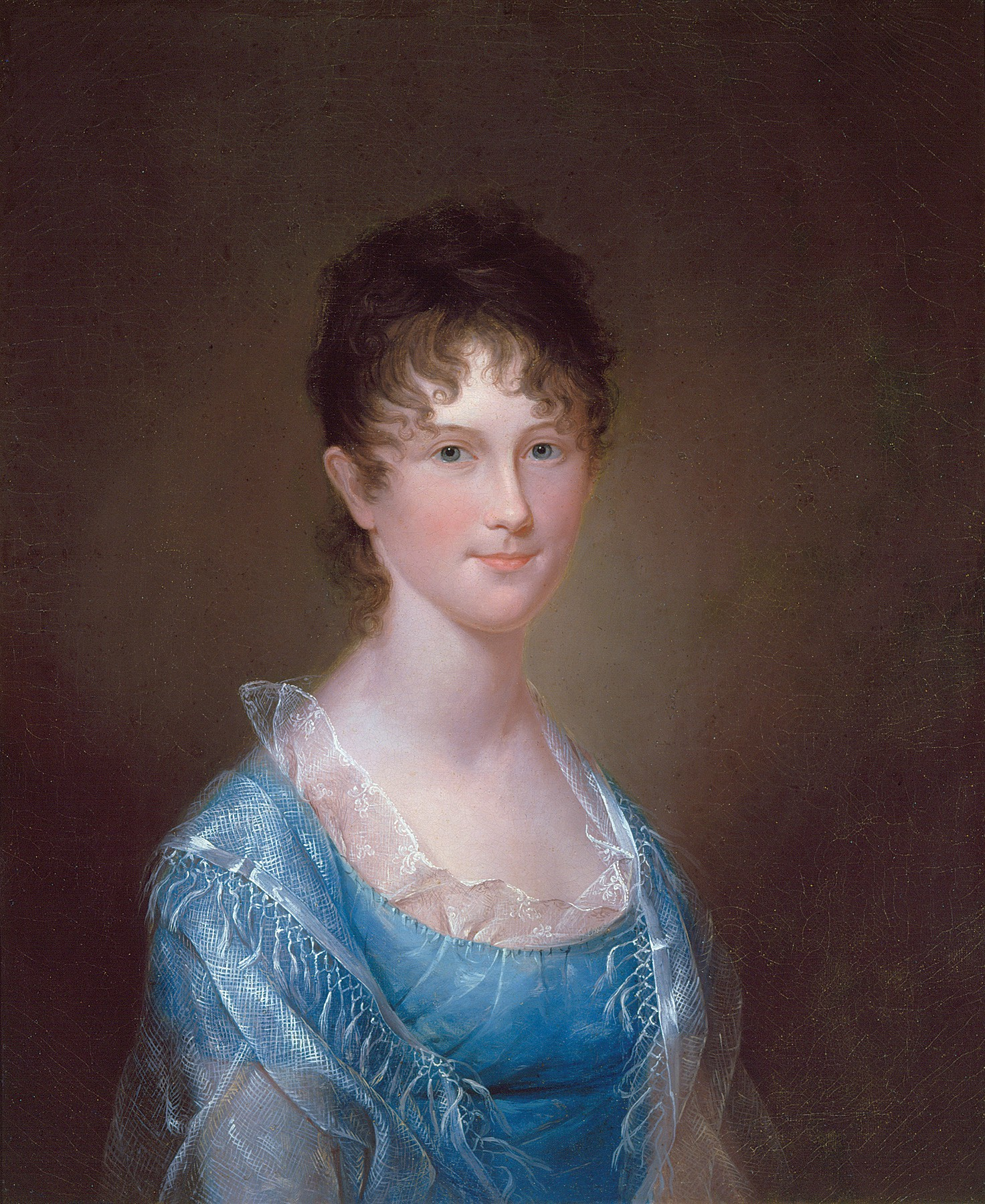
肖像画

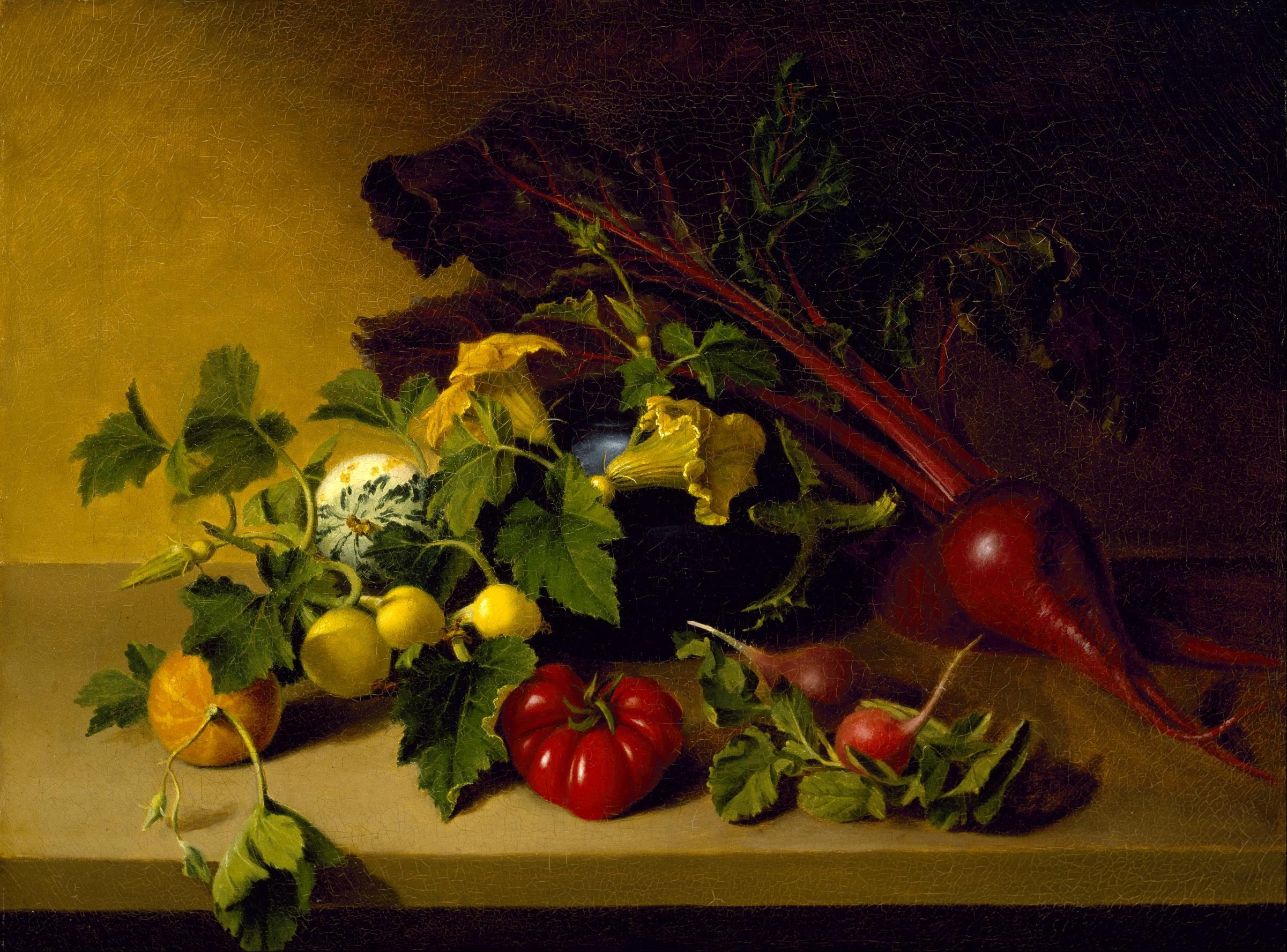
野菜のある静物画
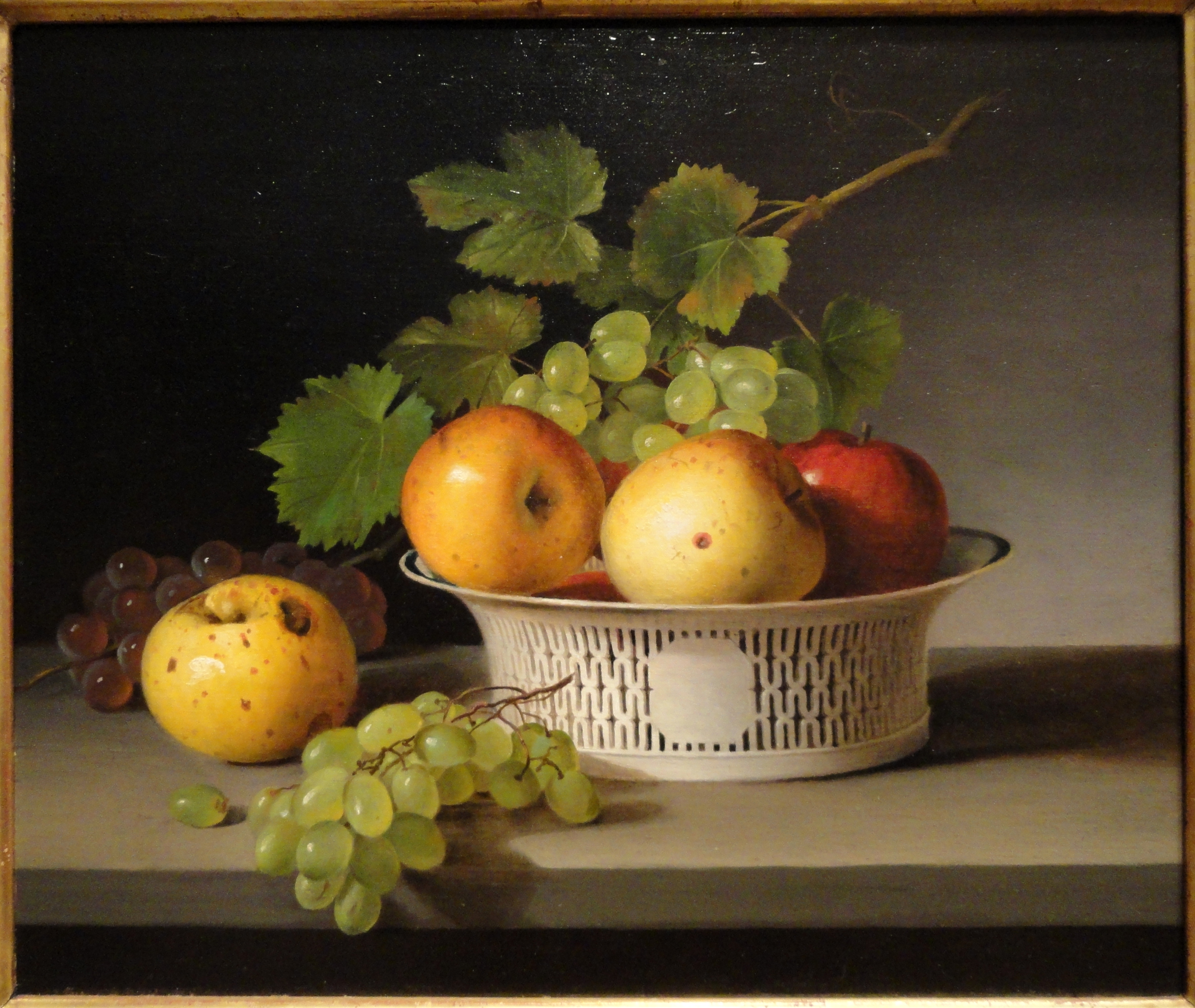
静物画
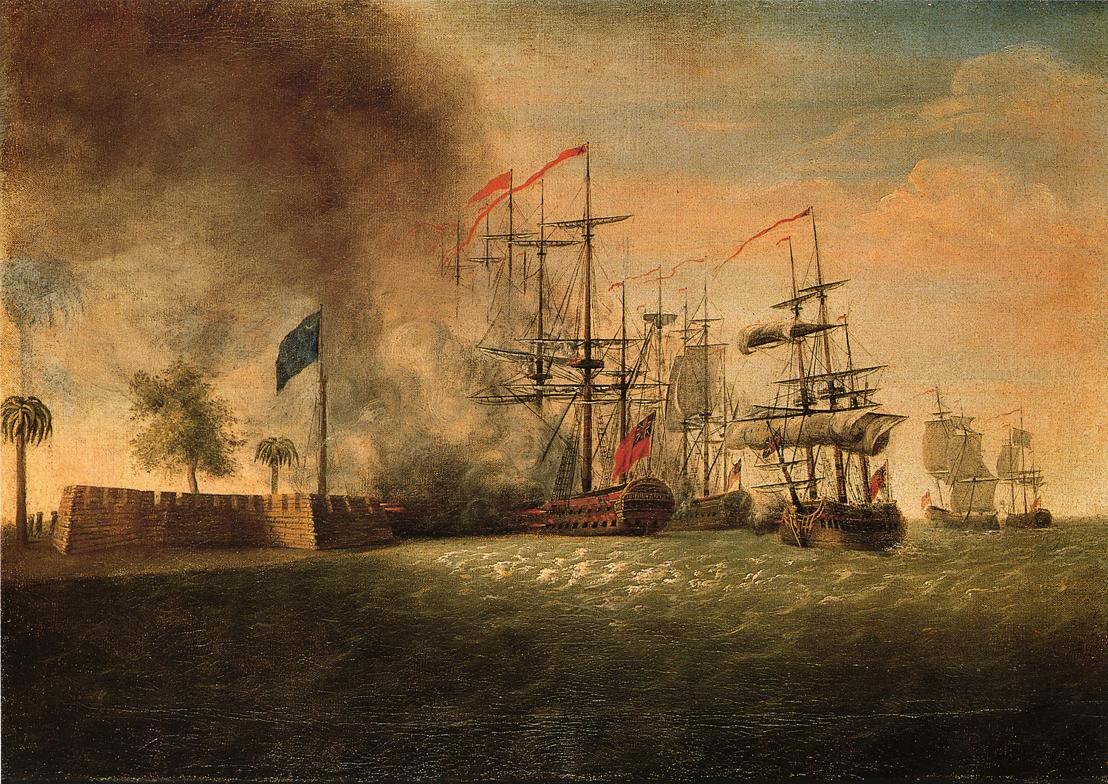
独立戦争の場面